# Locomotiva 4-4-0

Arranjo 4-4-0.

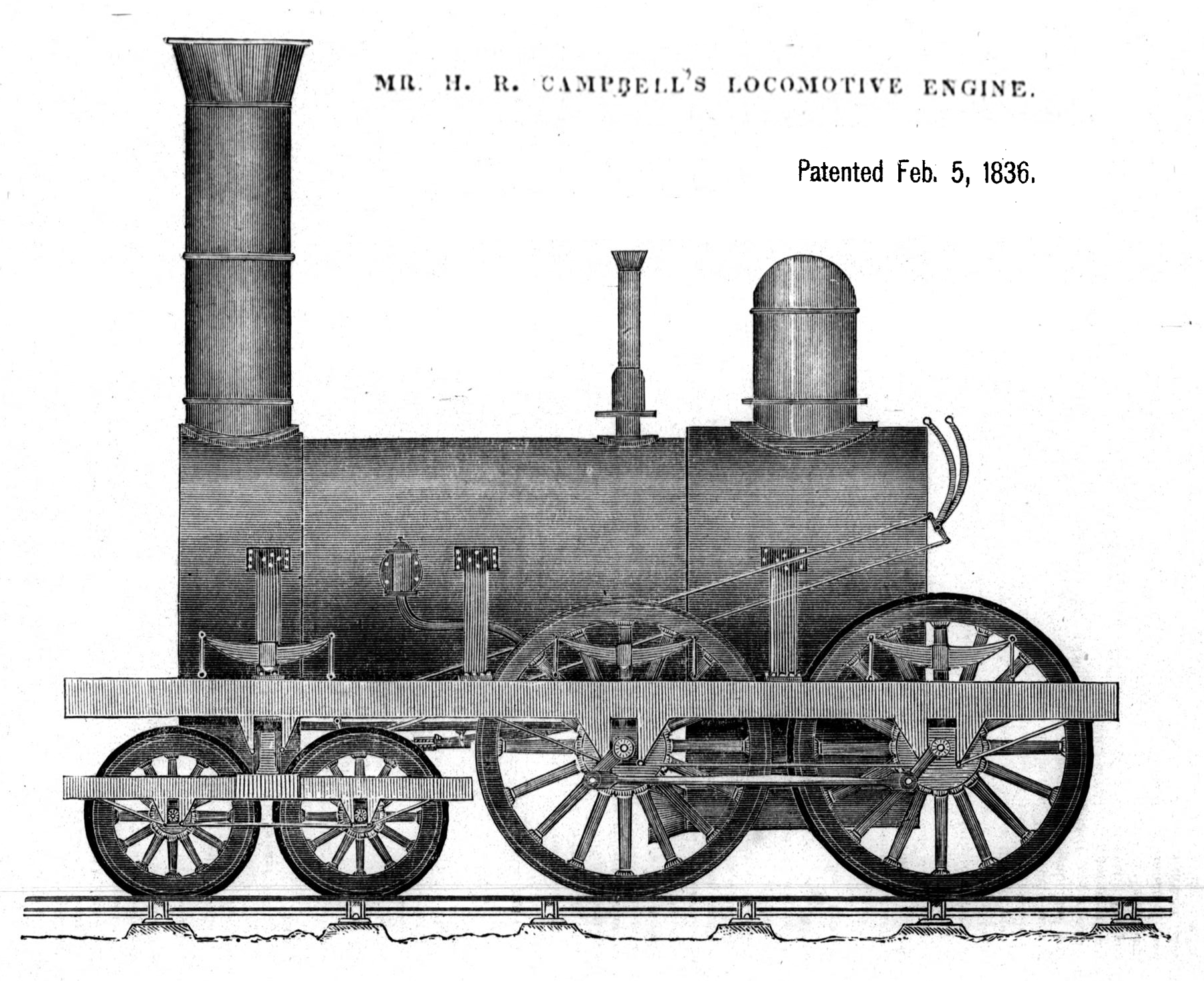
Desenho da patente da primeira locomotiva que utilizou este tipo de arranjo.

Um arranjo 4-4-0 na Classificação Whyte para locomotivas a vapor significa que as quatro rodas líderes são sem tração seguidas por quatro rodas tracionadas. Esta configuração foi amplamente utilizada nas locomotivas a vapor dos Estados Unidos até meados do século XIX, estas locomotivas ficaram conhecidas como sendo do tipo American.
Outras equivalências da classificação são:
Classificação UIC: 2B, 2'B (também conhecida na Classificação Alemã e na Classificação Italiana)

Classificação Francesa: 220

Classificação Turca: 24

Classificação Suíça: 2/4

Classificação Russa: 2-2-0